# Marc Blucas
Marcus Paul „Marc“ Blucas (* 11. ledna 1972 Butler, Pensylvánie) je americký herec a bývalý basketbalista.
Na střední škole i na univerzitě hrál basketbal. Poté, co se nedostal do NBA, přestěhoval se do Anglie, kde hrál britskou ligu za tým Manchester Giants. Nakonec se vrátil zpět do USA a stal se hercem. Svoji první roli získal v roce 1995 v televizním filmu Nebezpečný náklad, v dalších letech hrál např. ve filmech Eddie či Městečko Pleasantville. V letech 1999–2002 ztvárnil v seriálu Buffy, přemožitelka upírů postavu Rileyho Finna. Dále se objevil např. ve filmech Jay a Mlčenlivej Bob vrací úder (2001), Údolí stínů (2002), Letuška 1. třídy (2003) nebo Láska na hlídání (2004), hostoval např. v seriálech Dr. House, Castle na zabití či Zákon a pořádek: Los Angeles a působil v seriálech Necessary Roughness (2011–2013) a Killer Women (2014).